# Dick Thompson Morgan

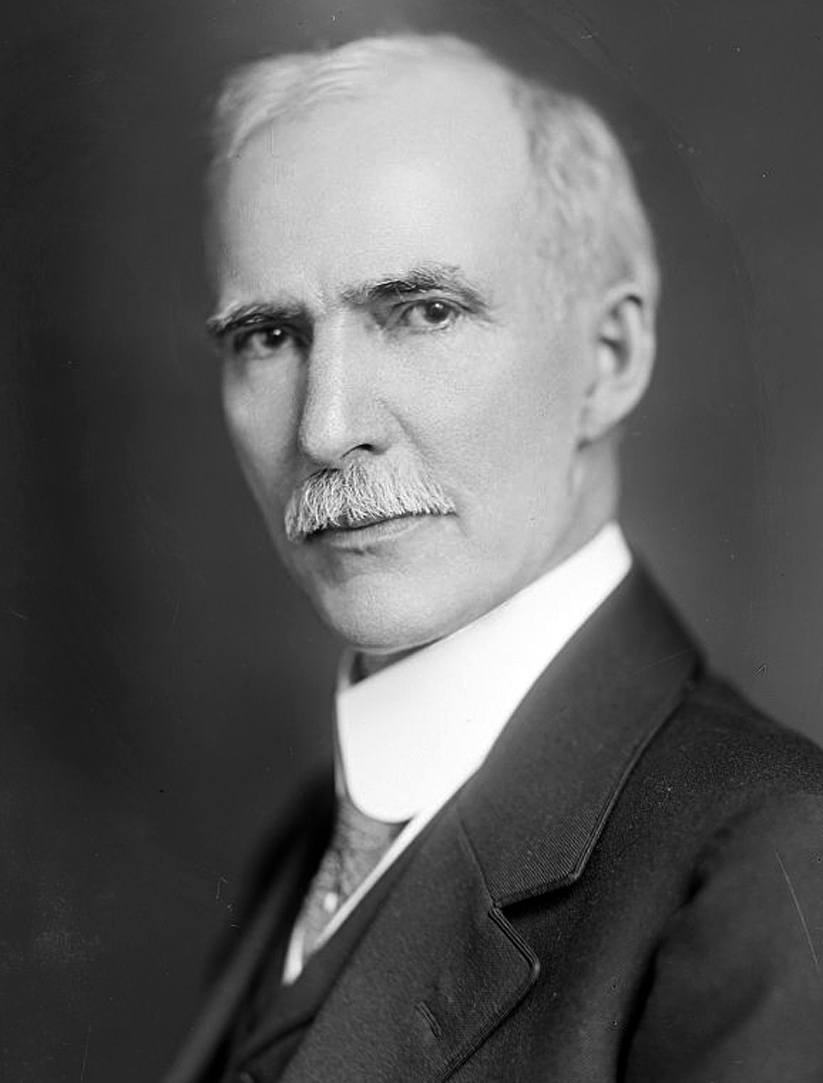
Dick Thompson Morgan

Dick Thompson Morgan (* 6. Dezember 1853 in Prairie Creek, Vigo County, Indiana; † 4. Juli 1920 in Danville, Illinois) war ein US-amerikanischer Politiker. Zwischen 1909 und 1915 vertrat er den zweiten sowie von 1915 bis 1920 den achten Kongresswahlbezirk von Oklahoma im US-Repräsentantenhaus.

## Werdegang
Dick Morgan besuchte die öffentlichen Schulen seiner Heimat und die Prairie Creek High School. Im Jahr 1876 absolvierte er das Union Christian College in Merom. Später unterrichtete er an dieser Schule Mathematik. Nach einem Jurastudium an der Central Law School in Indianapolis und seiner 1880 erfolgten Zulassung als Rechtsanwalt begann er in Terre Haute in seinem neuen Beruf zu arbeiten.
Politisch wurde Morgan Mitglied der Republikanischen Partei. Zwischen 1880 und 1881 war er Abgeordneter im Repräsentantenhaus von Indiana. Im Jahr 1904 wurde er von Präsident Theodore Roosevelt zum Leiter der Grundbuchverwaltung der Bundeslandbehörde (Register of the United States Land Office) in Woodward im damaligen Oklahoma-Territorium ernannt. Dieses Amt übte er zwischen 1904 und dem 1. Mai 1908 aus.
1908 wurde Morgan im zweiten Distrikt von Oklahoma in das US-Repräsentantenhaus gewählt, wo er am 4. März 1909 Elmer L. Fulton ablöste. In den Jahren 1910 und 1912 wurde er in seinem Bezirk wiedergewählt, den er bis zum 3. März 1915 im Kongress vertreten konnte. Bei den Wahlen des Jahres 1914 kandidierte er dann im achten Distrikt, den er zwischen dem 4. März 1915 bis zu seinem Tod am 4. Juli 1920 im Kongress in Washington vertrat. In diesem Bezirk, den er 1915 von Claude Weaver übernommen hatte, trat Charles Swindall seine Nachfolge an, der die nach Morgans Tod notwendig gewordene Nachwahl für sich entschied. Dick Morgan starb in Danville und wurde in Oklahoma City beigesetzt.